# Falcon Lake
Falcon Lake és una pel·lícula dramàtica coming-of age del 2022, dirigida i coescrita per Charlotte Le Bon. És una adaptació de la novel·la gràfica Une sœur de Bastien Vivès. És protagonitzada per Joseph Engel com a Bastien, un noi de 13 anys de París, de vacances familiars al Quebec, on coneix i desenvolupa una relació amb la Chloé (Sara Montpetit), la filla de 16 anys de l'amiga de la seva mare Louise (Karine Gonthier-Hyndman). S'ha doblat i subtitulat al català.
El repartiment també inclou Monia Chokri com la mare d'en Bastien, la Violette, així com Jeff Roop, Pierre-Luc Lafontaine i Thomas Laperrière en papers secundaris.
La pel·lícula es va rodar a mitjans de 2021 a Gore (Quebec) i als voltants, durant la pandèmia de la COVID-19.
La pel·lícula va debutar al programa de la Quinzena de Cineastes del Festival de Canes el 18 de maig de 2022. Es va estrenar al Canadà al Festival Internacional de Cinema de Toronto del 2022.